# Pont des Dragons
Le pont des Dragons (slovène : Zmajski most) est un pont routier traversant la rivière Ljubljanica dans la ville de Ljubljana en Slovénie. Le pont est situé au nord-est de la place Vodnik, au pied du château de Ljubljana,,. Le pont, qui a été construit entre 1900 et 1901, est aujourd'hui protégé en tant que monument classé.

## Origine du nom
Le pont fut à l'origine nommé « pont du jubilé de l'empereur François-Joseph Ier d'Autriche », mais il perdit son nom officiel dès son ouverture et fut officieusement renommé « pont des Dragons » à cause de ses quatre statues disposées à ses quatre coins,.

## Histoire

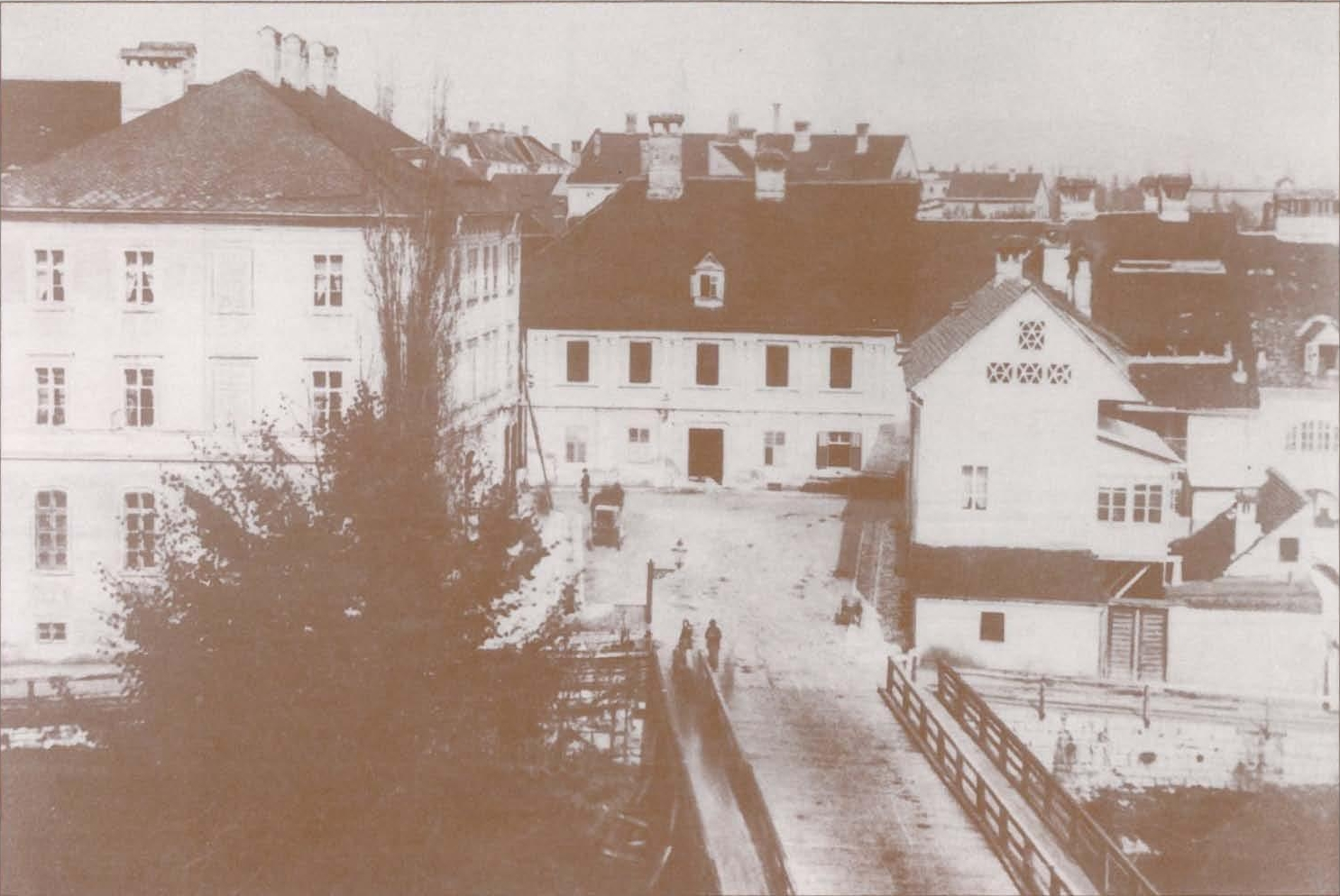
L'ancien pont en bois, 1882.

Le pont fut construit en vue de remplacer un ancien pont en bois datant de 1819 qui fut gravement endommagé lors du tremblement de terre de 1895. Pour des raisons économiques, la municipalité favorisa la réalisation d'un pont en béton plutôt que d'un pont en pierres.

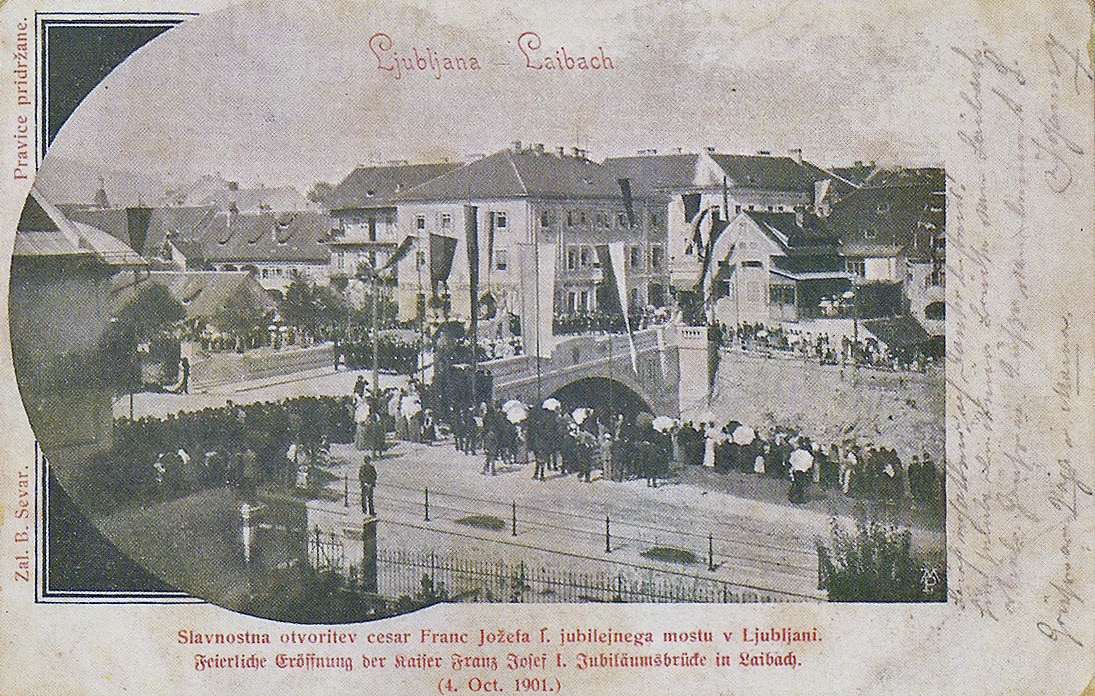
Inauguration du Pont des Dragons en 1901.

Au moment de la construction du pont, la ville de Ljubljana faisait partie de l'empire austro-hongrois. C'est la raison pour laquelle il fut nommé en hommage à l'empereur François-Joseph Ier d'Autriche de la dynastie des Habsbourg,. Le pont fut achevé en 1901,,.
L'homme à l'origine du pont fut l'ingénieur autrichien Josef Melan et le pont fut dessiné par l'architecte dalmate Jurij Zaninović qui avait étudié à Vienne,.
En 1985, le pont fut rénové en vue de la commémoration de ses cent ans en 2001.

## Architecture

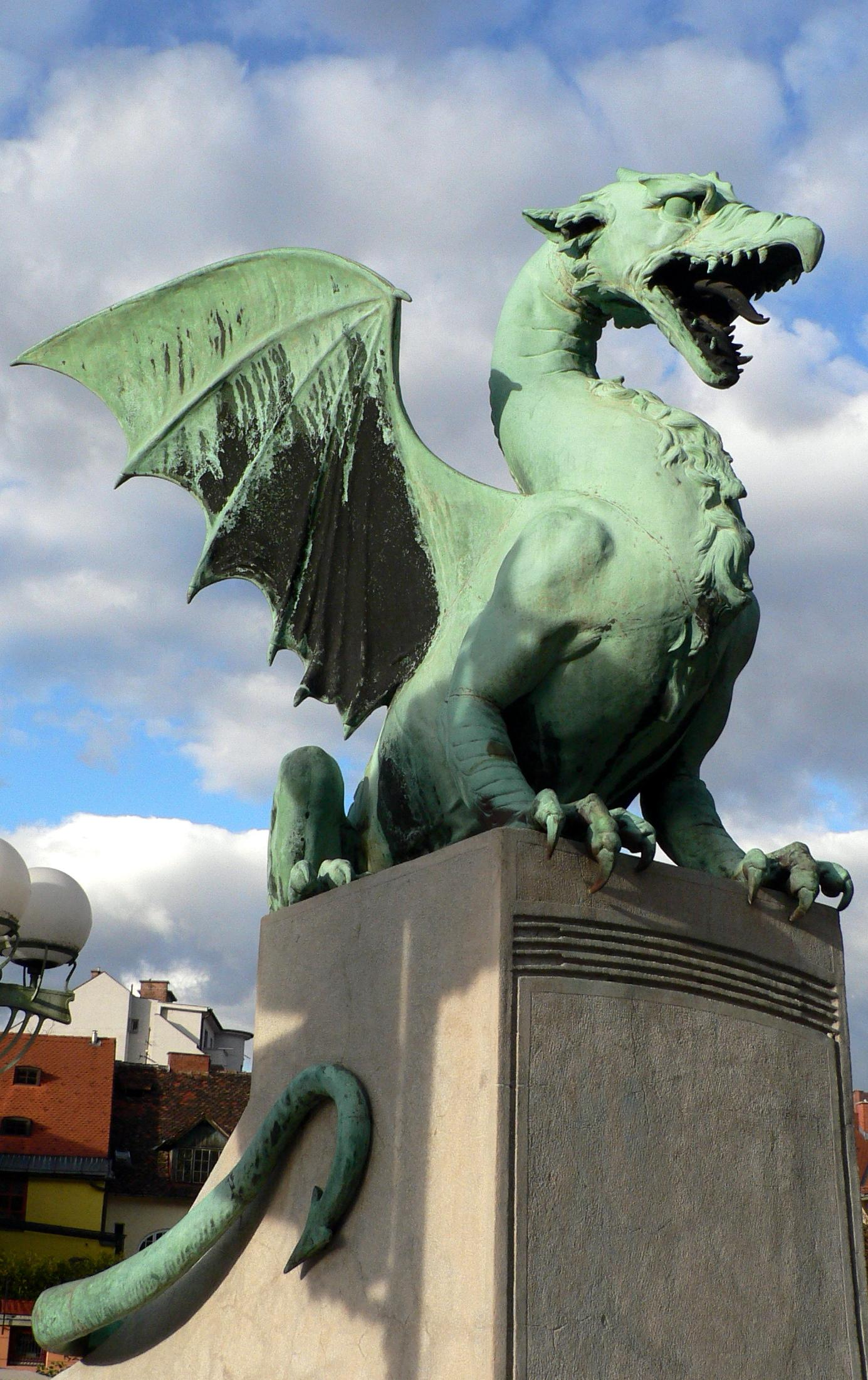
Statue de dragon sur le pont.

Le pont est souvent considéré comme le plus beau pont produit dans le style Sécession viennoise (Art nouveau). Il fut le premier pont de Slovénie à être asphalté, le premier pont en béton armé de Ljubljana et un des premiers en Europe.
En 1901, il s'agissait du troisième pont en Europe en termes de longueur d'arche. Il est construit selon le système Melan en référence à son constructeur. Cette technique permettait de construire les ponts en arche sans étape de soutien de l'arche. le pont est ainsi constitué d'une ossature en acier entourée de béton. Le pont est orné à ses quatre coins de quatre dragons en cuivre, le symbole de la cité,,.

## Légende
Le symbole de la ville, le dragon, provient de la légende grecque de Jason et les Argonautes qui auraient combattu un monstre dans un marais à proximité de Ljubljana en tentant de rentrer chez eux après avoir volé la célèbre Toison d'or. Dans la région, certaines personnes ont donné au pont le surnom de « Belle-mère » en référence aux dragons effrayants.